# جيمس براون (لاعب كرة قدم أمريكية)
جيمس براون (بالإنجليزية: James Brown)‏ هو لاعب كرة قدم أمريكية أمريكي، ولد في 30 نوفمبر 1988 في شيكاغو في الولايات المتحدة.

## وصلات خارجية
- جيمس براون على موقع مرجع كرة القدم المحترفة.كوم (الإنجليزية)